# Мор, Генри
Генри Мор (англ. Henry More; 12 октября 1614 года, Грантам, Линкольншир — 1 сентября 1687 года, Кембридж) — английский философ, профессор богословия и философии в Кембридже, представитель кембриджских платоников. Преподавал в Крайстс-колледже.

## Труды

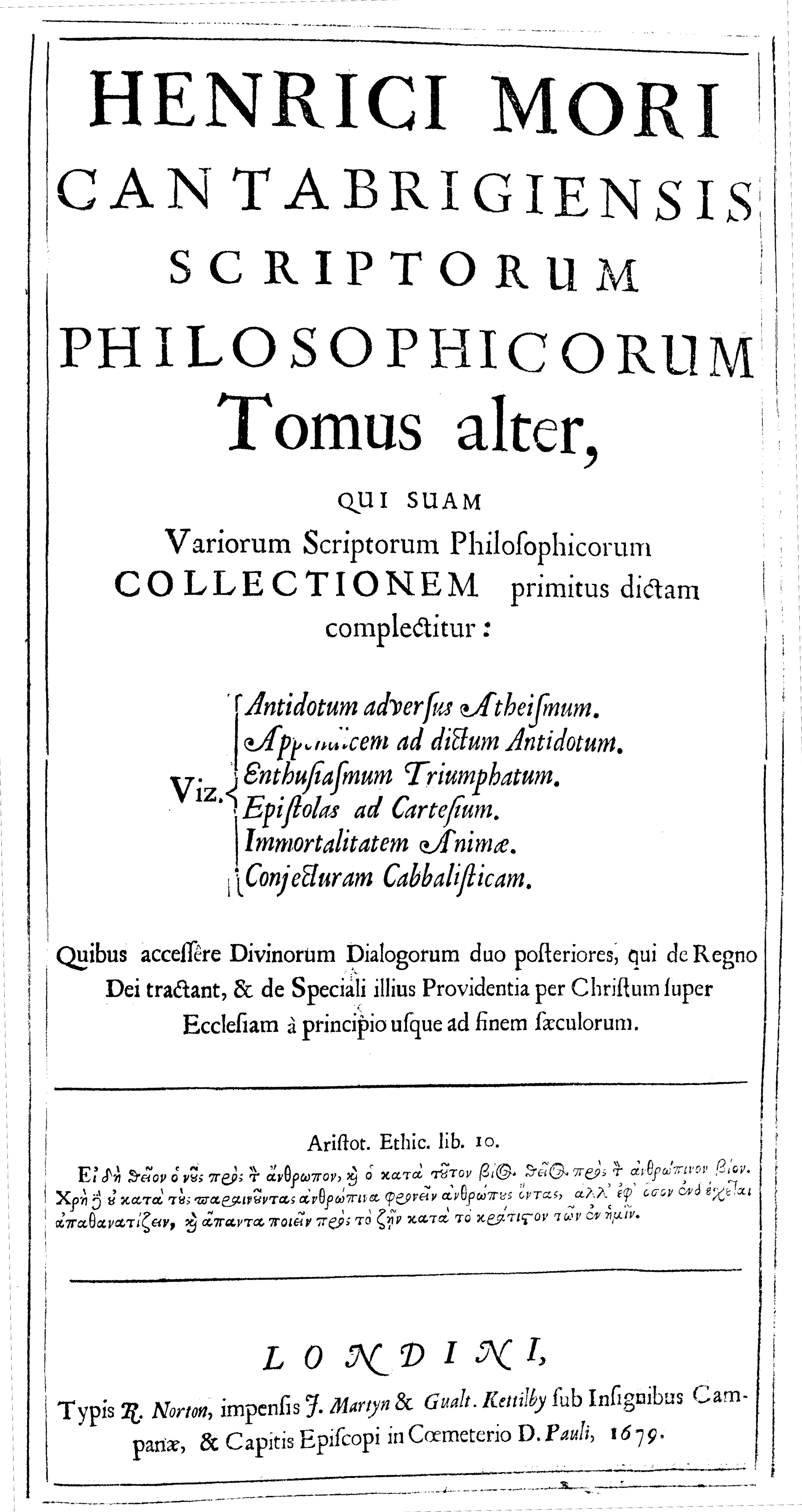
Henrici Mori Cantabrigiensis Opera Omnia, 1679

В своем вышедшем в 1674, но оставшемся неоконченным главном философском труде «Enchiridion metaphysicum» он, как сторонник Парацельсовой физики, выступил с системой мистического платонизма, сходного с теософией Гельмонта.
По его учению, вездесущность Бога должна приниматься как пространственная, а бесконечное пространство — как имматериальная субстанция, как всераспространенный в мире природный дух; таким образом, Бог, вытесняемый механическою физикою из мира, как непространственный, снова вводится в него обратно.
Это учение получило значение для истории философии благодаря своему влиянию на Ньютоново определение пространства, как sensorium commune (чувствилище) Божества.
В главе 28 § 7 своего сочинения Мор впервые говорит о четвёртом измерении пространства, предваряя, т. о., новейшую неевклидову геометрию.
Его сочинения вышли в Лондоне в 1679.
Мор ввёл в научный оборот понятие «гностицизм». Согласно Оксфордскому словарю английского языка, он также первым ввел термин «картезианство» в английский язык. Мор, как отмечает Алан Габбей, «рассматривал «Начала» [Декарта] как поразительное современное возрождение космологических идей, изначально созданных древними атомистами".

## Любопытные факты
- Проживая в Грантеме, Генри Мор  обучал брата аптекаря, у которого в школьные годы жил Исаак Ньютон, однако встретились они лишь позднее[8].